# Nové spojení
A Nové spojení (magyar nyelven: Új kapcsolat teljes nevén Nové spojení Praha hl.n., Masarykovo n. – Libeň, Vysočany, Holešovice) egy 28,5 km hosszúságú, 3 kV egyenárammal villamosított normál nyomtávolságú vasútvonal Csehország fővárosában, Prágában.
Az összeköttetés 2004 és 2008 között épült, megynitása 2010-ben történt. Ez a kapcsolat összeköti a két központi pályaudvart, a Praha hlavní és Praha Masarykovo állomásokat Libeň, Vysočany és Holešovice állomásokkal és kezdete három vasúti korridornak, melyek Česká Třebová, Hradec Králové és Ústí nad Labem felé vezetnek. Az új kapcsolat egy régi, nem villamosított, egyvágányú vasúti alagutat is feleslegessé tett, melyet az új megnyitása után kerékpárúttá alakítottak át.
Az új vasútvonal része a Páneurópai folyosóknak. A vonatok legnagyobb sebessége az új pályán eléri a 100 km/h-t.

## Képgaléria

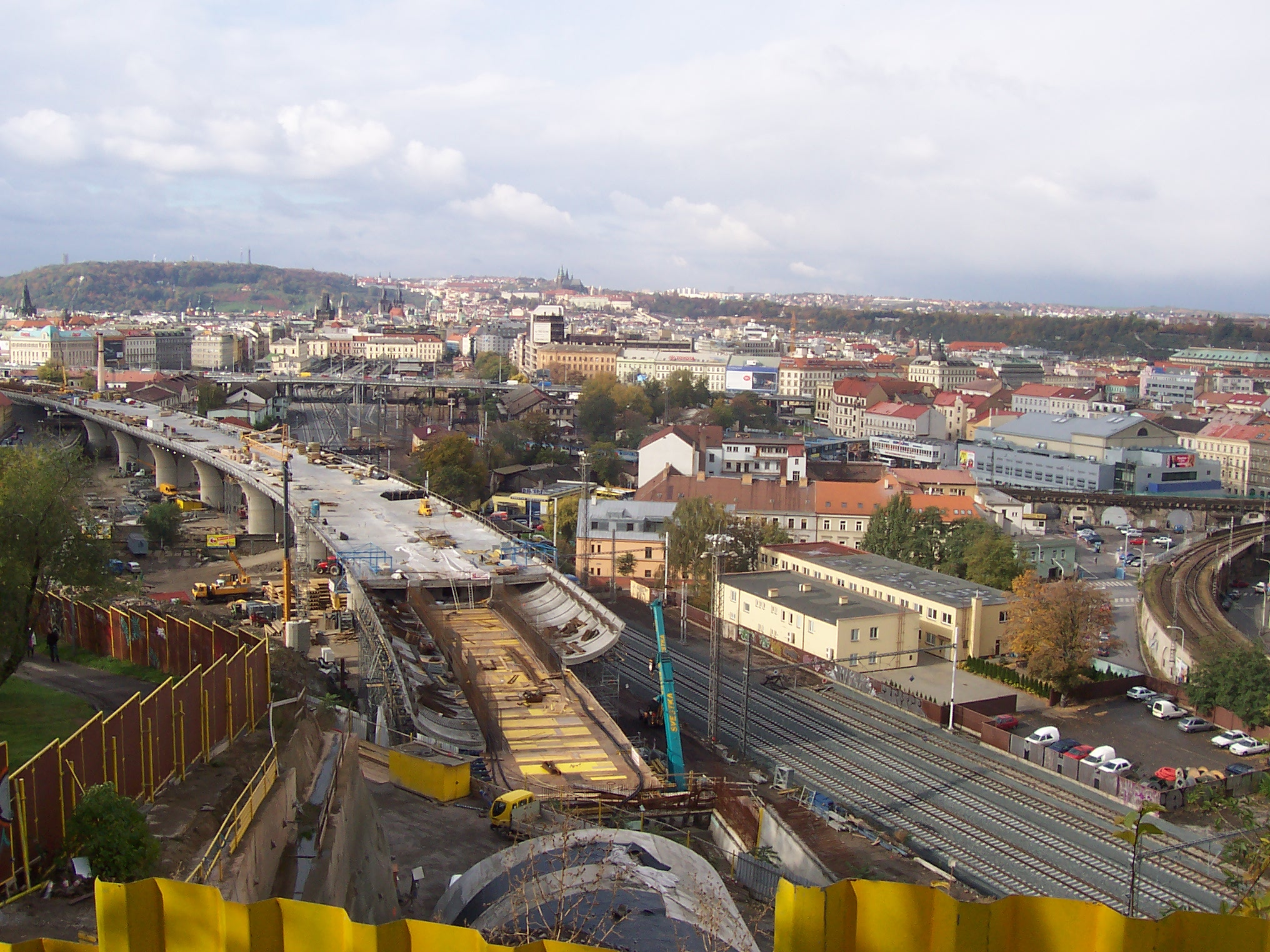
A híd szekció építése Praha hlavní és az új Vítkov alagút között 2007-ben
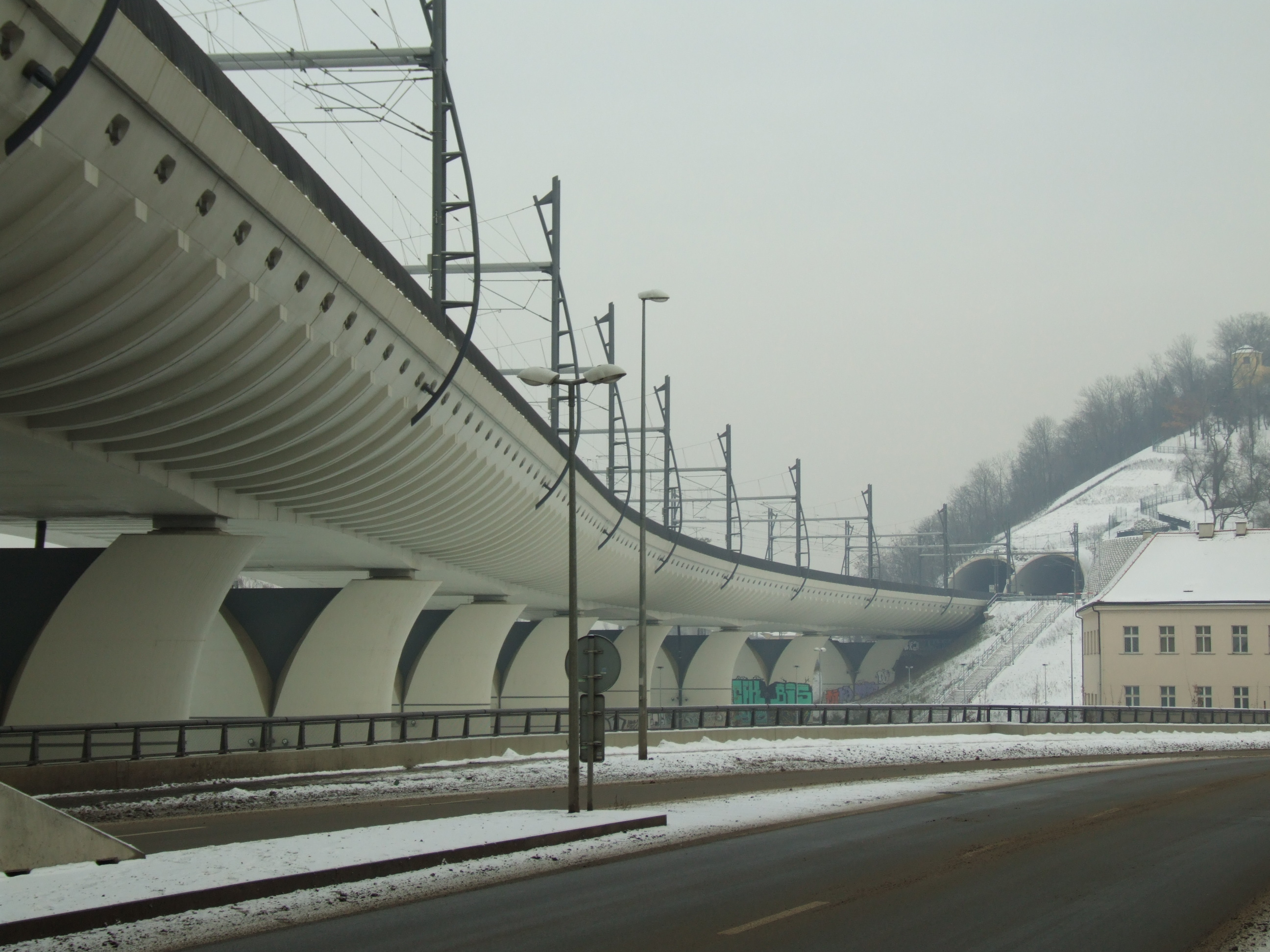
A hlavní – Vítkov híd szekció 2010 decemberében
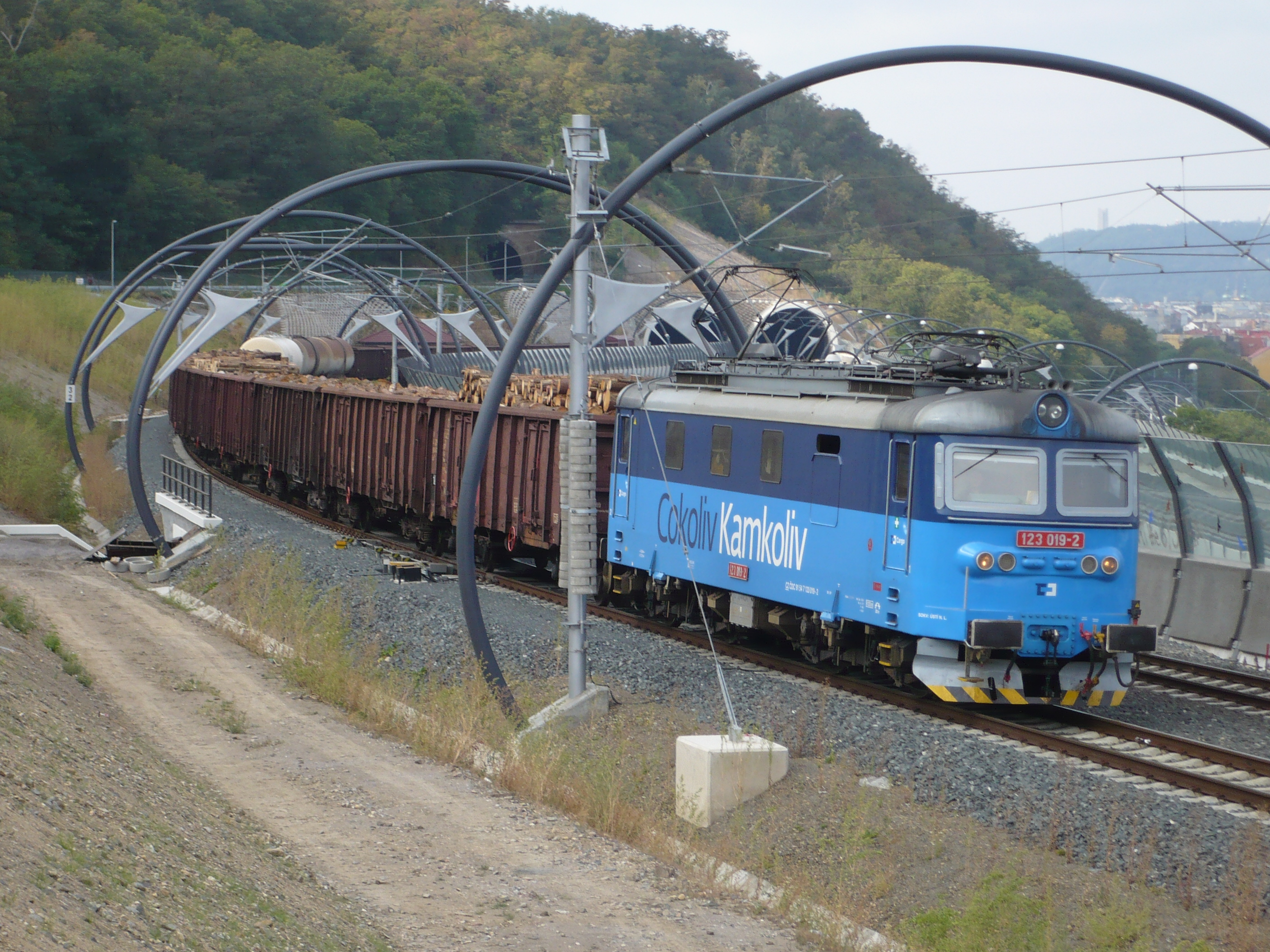
Egy tehervonat hagyja el a Vítkov alagutat Sluncová elágazás felé
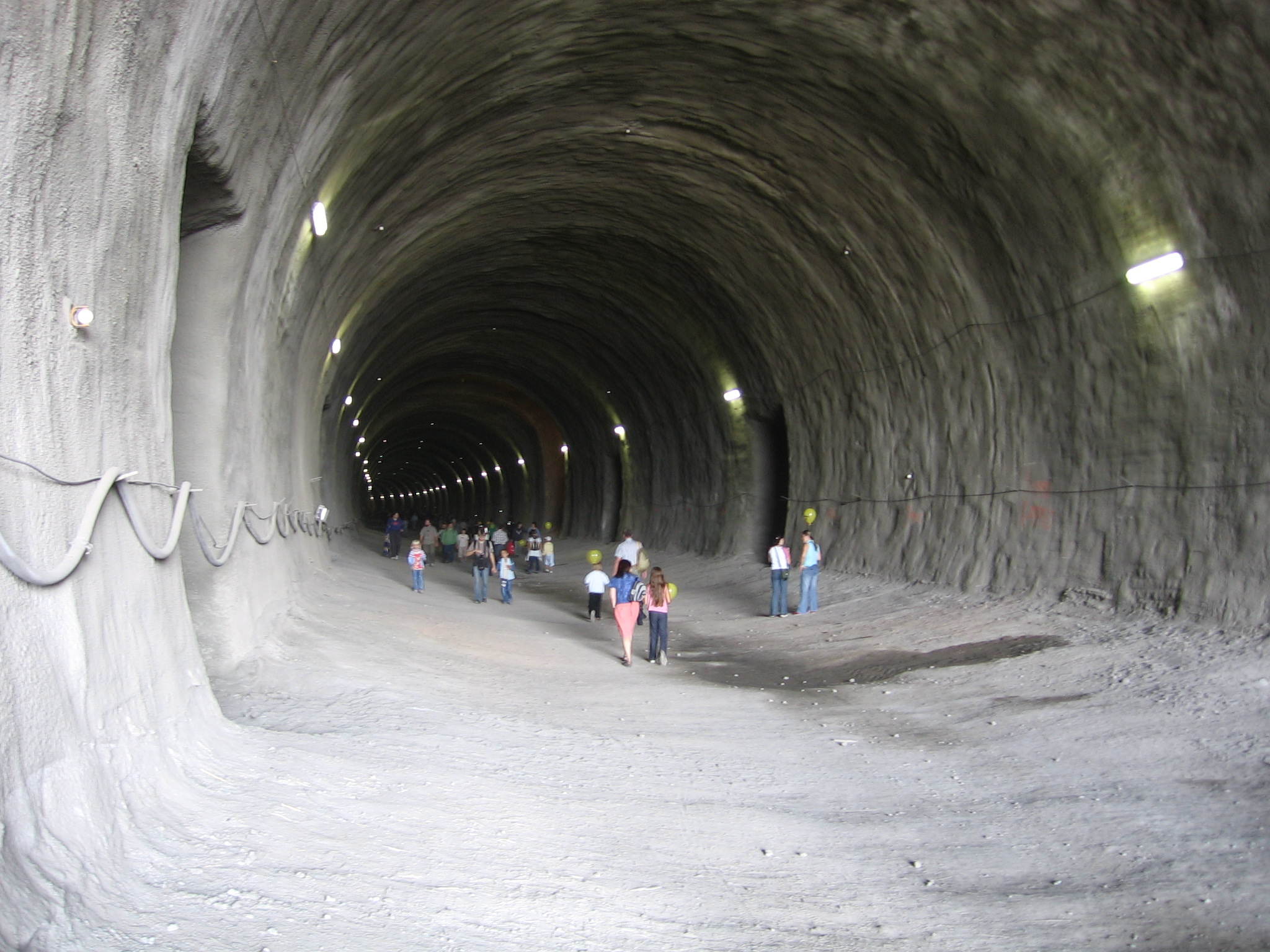
Az északi része az épülő Vítkov alagútnak egy nyílt nap alkalmával